# 圣泉大学
圣泉大学（日语：聖泉大学）位于日本滋贺县彦根市肥田町720号的一所私立大学。2003年设置。大学简称是圣泉。

## 沿革
1985年4月，圣隷学园圣泉短期大学开学，英语科、商经科设置。
1992年4月，学习改名为圣泉短期大学。
2003年4月，圣泉大学开学、人间学部人间心理学科设置。圣泉短期大学改名为圣泉大学短期大学部。
2011年4月，看护学部设置。
2012年3月，圣泉大学短期大学部关闭。
2015年4月，圣泉大学大学院看护学研究科、圣泉大学別科助产科开设。

## 院系

### 学部
- 人间学部
- 人间心理学科
- 临床·发达心理领域
- 健康运动心理领域
- 商业心理领域

### 看护学部
- 看护学科

### 大学院
- 看护学研究科：看护学专攻（修士课程）

### 別科
- 助产专攻

## 附属机构
- 圣泉大学图书馆

## 合作交流
- 中国大陆：湘潭大学、湖南科技大学、湖南工业大学[1][2]